# Dapoksetyna
Dapoksetyna – wielofunkcyjny organiczny związek chemiczny stosowany jako lek w leczeniu przedwczesnego wytrysku u mężczyzn między 18. a 64. rokiem życia. Zalicza się do grupy selektywnych inhibitorów wychwytu zwrotnego serotoniny (SSRI) i do grupy leków urologicznych (kod ATC: G04BX14). Spowalnia wydzielanie serotoniny, odpowiedzialnej za ejakulację. Umożliwia przedłużenie stosunku poprzez opóźnienie wytrysku.

## Mechanizm działania
Dapoksetyna jest silnym wybiórczym inhibitorem wychwytu zwrotnego serotoniny (SSRI), a jej główne metabolity w organizmie ludzkim demetyoldapoksetyna i didemetylodapoksetyna są równie silne lub słabsze. Do ejakulacji u człowieka dochodzi za pośrednictwem współczulnego układu nerwowego. Szlak odruchu odpowiedzialnego za ejakulację bierze swój początek w rdzeniowym ośrodku odruchu, jest przewodzony przez pień mózgu, będący początkowo pod wpływem jąder mózgu (jądro przedwzrokowe boczne oraz jądro przykomorowe). Mechanizm działania dapoksetyny związany jest z hamowaniem neuronalnego wychwytu zwrotnego serotoniny i wynikającym z tego nasileniem działania neuroprzekaźnika na receptory pre- i postsynaptyczne. Dapoksetyna wchłania się szybko po podaniu doustnym. Największe stężenie w osoczu osiąga średnio po 1–2 godzinach od momentu przyjęcia.

## Wskazania do stosowania
Dapoksetyna jest wskazana w leczeniu przedwczesnego wytrysku u dorosłych mężczyzn w wieku od 18 do 64 lat. Lek powinien być stosowany u pacjentów, którzy spełniają wszystkie poniższe kryteria:
- czas wewnątrzpochwowego opóźnienia wytrysku krótszy niż dwie minuty;
- chroniczna lub nawracająca ejakulacja przy minimalnej stymulacji seksualnej lub krótko po penetracji oraz niezależnie od kontroli mężczyzny;
- znaczny niepokój osobisty lub interpersonalny jako konsekwencja przedwczesnej ejakulacji;
- słaba kontrola nad ejakulacją;
- przedwczesne ejakulacje podczas większości stosunków seksualnych w czasie ostatnich 6 miesięcy.

## Przeciwwskazania
Nadwrażliwość na substancję czynną dapoksetynę; istotne zaburzenia czynności serca, takie jak: niewydolność serca, zaburzenia przewodzenia takie jak blok przedsionkowo-komorowy lub zespół chorego węzła zatokowego, istotna choroba niedokrwienna serca, istotna wada zastawkowa, omdlenia; mania lub ciężka depresja; leczenie inhibitorami monoaminooksydazy (MAO-I); leczenie tiorydazyną; leczenie inhibitorami wychwytu zwrotnego serotoniny oraz innymi produktami leczniczymi lub preparatami ziołowymi o działaniu serotoninergicznym; leczenie potencjalnymi inhibitorami CYP3A4, umiarkowane i ciężkie zaburzenia czynności wątroby.

## Specjalne ostrzeżenia i środki ostrożności
Dapoksetyna jest wskazana do stosowania tylko u mężczyzn z przedwczesnym wytryskiem. Pacjenci mający inne rodzaje zaburzeń seksualnych, w tym zaburzenia erekcji, przed rozpoczęciem terapii powinni zostać dokładnie zbadani przez lekarza. Ponadto badanie lekarskie i specjalne środki ostrożności powinny obejmować pacjentów, u których stwierdzono: hipotonię ortostatyczną, myśli samobójcze, omdlenia, ryzyko chorób sercowo-naczyniowych, manię, hipomanię lub zaburzenia afektywne dwubiegunowe, depresję, zaburzenia psychiczne, krwotoki, zaburzenia czynności nerek, zaburzenia oka, nietolerancję laktozy. Należy poinformować pacjentów, aby nie stosowali dapoksetyny jednocześnie z substancjami psychoaktywnymi, etanolem, produktami leczniczymi o właściwościach wazodylatacyjnych, umiarkowanymi inhibitorami CYP3A4, silnymi inhibitorami CYP2D6. Dapoksetyny nie należy stosować u mężczyzn w wieku poniżej 18 lat.

## Działania niepożądane
Podobnie jak każdy lek, dapoksetyna może powodować działania niepożądane. W trakcie badań klinicznych stwierdzano przypadki omdleń i niedociśnienia ortostatycznego. W czasie badań klinicznych trzeciej fazy najczęściej stwierdzano następujące działania niepożądane substancji czynnej zależne od dawki: nudności (11% i 22,2% odpowiednio w grupie przyjmującej 30 mg i 60 mg dapoksetyny), zawroty głowy (5,8% i 10,9%), ból głowy (5,6% i 8,8%), biegunka (3,5% i 6,9%), bezsenność (2,1% i 3,9%) oraz zmęczenie (2% i 4,1%). Najczęstszymi działaniami niepożądanymi, które prowadziły do przerwania leczenia były nudności (2,2% pacjentów) oraz zawroty głowy (1,2% pacjentów).

## Dawkowanie i sposób podawania
U dorosłych mężczyzn (w wieku od 18 do 64 lat) zalecana dawka początkowa u wszystkich pacjentów wynosi 30 mg i powinna być przyjmowana w razie potrzeby 1 do 3 godzin przed podjęciem aktywności seksualnej. Nie należy rozpoczynać leczenia od dawki 60 mg dapoksetyny.
Dapoksetyna nie jest przeznaczona do stałego, codziennego stosowania. Powinna być przyjmowana wyłącznie przed planowanym stosunkiem seksualnym. Nie może być przyjmowana częściej niż jeden raz na 24 godziny.
Dapoksetynę stosuje się doustnie. Tabletki powinny być połykane w całości w celu uniknięcia gorzkiego smaku. Zalecane jest, aby tabletkę popijać przynajmniej jedną szklanką wody. Lek może być przyjmowany niezależnie od posiłku.

## Preparaty zarejestrowane w Polsce
- Priligy, tabletki powlekane (Berlin-Chemie AG)